# La Téloose

La Téloose est une émission de télévision comique diffusée sur la chaîne Comédie ! en 2005, réalisée par Olivier Abid et Anthony Vossovic. Elle parodie le paysage audiovisuel français.
Elle se présente sous la forme d'une parodie de + Clair, dans laquelle sont invités des animateurs (en fait, des comédiens qui les imitent) pour parler des émissions qu'ils présentent. A cette occasion des extraits en sont diffusés (en fait, des séquences parodiques).
L'émission est présentée par Julie Farenc-Déramond dans le rôle de Daphné (parodie de Daphné Roulier). On compte également Manu Payet, Blanche Gardin, Bruno Guillon, Géraldine Nakache, Hugues Duquesne, Olivier Abid, Anthony Vossovic, Charlie Bruneau parmi les comédiens. L'émission a remporté l'Ithème 2005 de la meilleure émission d'humour et de divertissement du câble et du satellite.
Émissions parodiées :
- Première compagnie de la loose (parodie de Première compagnie)
- Confessions de la loose (parodie de Confessions intimes)
- Starloose Academy (parodie de Star Academy)
- Qui veut looser des millions ? (parodie de Qui veut gagner des millions ?)
- Ça se discuteloose (parodie de Ça se discute)
- Combien ça loose ? (parodie de Combien ça coûte ?)
- 20h loose pétantes (parodie de 20h10 pétantes)

L'émission est également entrecoupée de séquences comme le Zaploose (Le Zapping), Je passe à la téloose (Je passe à la télé), ou la Téloose mobile.
Les chaînes sont également parodiées (TFLoose pour TF1 par exemple).